# Cartoceto
Cartoceto (Cartucét in dialetto gallo-piceno) è un comune italiano di 7 997 abitanti della provincia di Pesaro e Urbino nelle Marche.

## Geografia fisica
Cartoceto si trova nella bassa valle del Metauro sulla sponda sinistra del fiume, a ridosso delle colline che circondano la vallata, ad una quota di 235 m s.l.m.  Ad una distanza di circa 5 km si trova Lucrezia, popolosa frazione dedita alle attività industriali che occupa la sottile striscia di terra del territorio comunale che dai colli scende fino alle sponde del fiume. Cartoceto dista circa 15 km dalla città di Fano e quindi dalle coste del mare Adriatico facilmente raggiungibili grazie alla vicina via Flaminia.

## Storia
In epoca romana, l'area cartocetana (in prevalenza boscosa) ospitava non solo alcune ricche ville, ma anche appezzamenti agricoli, luoghi sacrali e necropoli, queste ultime situate in vari punti posti ai lati dell'antica via consolare Flaminia. Presso le vicine frazioni di Calcinelli e Tavernelle era inoltre situata la cosiddetta mutatio ad Octavo, luogo di ristoro e di cambio cavalli posta a metà percorso tra i municipi di Fanum Fortunae e Forum Sempronii. Secondo l'autore durantino Sebastiano Macci, precedentemente alla Battaglia del Metauro, le truppe cartaginesi di Asdrubale Barca stabilirono un proprio presidio presso l'attuale Cartoceto.
Tra il VI ed il IX secolo si ebbe probabilmente lo sviluppo della Pieve, considerata dal Bellini (ricercatore storico su Cartoceto) la chiesa matrice di tutti i successivi luoghi di culto cristiano sorti nel suo circondariato. Tra il 1000 ed il 1200 il borgo storico di Cartoceto era ormai una realtà consolidata ed il suo nome inizia a comparire nei documenti, i quali già dalla fine del XIII secolo attestano una massiccia produzione olearia, destinata a diventare uno dei simboli dell'intero comune. Profondamente legata alle vicissitudini storiche di Fano, per la quale rappresentava la più importante roccaforte sul versante settentrionale del Metauro, nel 1343 Cartoceto passò sotto il dominio di Galeotto Malatesta, il quale la rafforzò facendovi erigere una rocca sul punto più alto del castello. Tornata sotto l'amministrazione di Fano nell'ambito della libertas ecclesiastica, al termine del conflitto fra Sigismondo Malatesta e Federico da Montefeltro, Cartoceto perse gradualmente la sua importanza strategica, provocando il progressivo decadimento della sua rocca; già in rovina, soffrì gravi danni a seguito del terremoto del 13 luglio 1572 e non venne mai più ricostruita.
In età napoleonica mal sopportò il dominio francese che impose tasse, requisizioni, confische, e visse con scarsi entusiasmi il passaggio al neonato Regno d’Italia che nel 1866 impose la soppressione del Convento della Pieve e di quello di Santa Maria del Soccorso. Nel 1831 furono demoliti gli ultimi rimasugli della rocca malatestiana e al suo posto venne eretta la nuova Chiesa Collegiata di Santa Maria della Misericordia, precedentemente sita in Piazza del Mercato (oggi Piazza Garibaldi), in posizione opposta al Palazzo del Popolo.
Il passaggio del fronte bellico nel 1944 risparmiò Cartoceto da particolari distruzioni, ma stessa fortuna non ebbe la frazione di Lucrezia, quasi completamente distrutta dai tedeschi in ritirata. Il borgo di Lucrezia tuttavia risorse rapidamente e, nel dopoguerra, venne ad affermarsi come il principale polo industriale ed urbano del territorio comunale.
Il paese storico di Cartoceto fu particolarmente colpito dalla crisi economica degli anni settanta, che accompagnò la progressive chiusura di numerose attività commerciali. Per contrastare tale declino, un gruppo di giovani della Pro Loco organizzò, a partire dal 1977, una Mostra Mercato dell'Olio e dell'Oliva, volta a promuovere i prodotti tipici del territorio e progressivamente affermatasi nel corso degli anni come uno dei più importanti appuntamenti dell'olivicoltura regionale e nazionale. Conseguentemente, nel 2004 venne istituita la prima DOP olearia delle Marche, la DOP Cartoceto.
Nel corso degli ultimi anni, Cartoceto ha sofferto alcuni gravi danni alla sua cinta muraria, ceduta in più punti a seguito delle ingenti piogge avutesi nel 2010 e nel 2012. I lavori di recupero sono ancora in corso e, nella primavera del 2016, è stato completato il restauro del primo tratto delle mura nord-occidentali.

### Simboli
Lo stemma e il gonfalone del comune di Cartoceto sono stati concessi con decreto del presidente della Repubblica del 19 ottobre 1965.
Il gonfalone è un drappo partito d’azzurro e di giallo.

## Monumenti e luoghi d'interesse

### Centro storico
In piazza Garibaldi, ex piazza del mercato, spicca Palazzo del Popolo, di origine trecentesca, sormontato dalla piccola torre dell'orologio.
Vi si apre un arco, antico ingresso al castello un tempo provvisto di ponte levatoio. L'abitato conserva l'originale planimetria a spina di pesce con stretti vicoli e gradinate lungo i pendii del colle.
Rilevanti all'interno delle mura l'ottocentesco Palazzo Marcolini e piazza Marconi; gli abitanti chiamano questa piazzetta "La Turchia" perché da qui un tempo i cartocetani avvistavano le incursioni ottomane lungo la costa.
Sempre in piazza Marconi sorge il Teatro del Trionfo; realizzato tra il 1725-30 in un antico frantoio per le olive. L'attuale disposizione risale al 1801, con sala a tre ordini di palchi; è ancora conservato un sipario dipinto dell'Ottocento ed un corredo scenico. Il teatro ritornerà attivo, conclusi i lavori di restauro.

### I dintorni
- Collegiata di Santa Maria della Misericordia al cui interno è compreso il santuario della Madonna delle Grazie, dove è custodito un affresco trecentesco raffigurante la Madonna con Bambino, da sempre oggetto di grande devozione; la chiesa contiene anche una tela raffigurante la Madonna del Rosario, san Domenico, san Pio V, il cardinale Rusticucci e la sua famiglia attribuita a Federico Barocci;
- Convento e chiesa di Santa Maria del Soccorso, che custodisce una tela raffigurante la Madonna del Soccorso XVI secolo e un affresco della Madonna del Latte;
- Pieve dei Santi Pietro e Paolo, dove si trova un affresco raffigurante la Crocifissione risalente al XV secolo.

- Villa Corbelli costruita nel XVII secolo posta in posizione dominante rispetto alla bassa Valle del Metauro;
- Villa Beatrice o Casa Montefiore;
- Villa Bellaria;
- Villa Salomone edificata a cavallo del XVIII e XIX secolo, sottoposta a seri restauri.

## Società

### Evoluzione demografica
Abitanti censiti

### Etnie e minoranze straniere
Secondo i dati ISTAT al 1º gennaio 2021 la popolazione straniera residente era di 531 persone e rappresentava il 6,7% della popolazione residente. Invece le comunità straniere più numerose (con percentuale sul totale della popolazione straniera) erano:
1. Romania, 136 (25,61%)
2. Albania, 94 (17,70%)
3. Tunisia, 38 (7,16%)
4. Marocco, 32 (6,03%)
5. Ucraina, 24 (4,52%)
6. Pakistan, 19 (3,58%)
7. Moldavia, 19 (3,58%)
8. Polonia, 17 (3,20%)
9. Senegal, 16 (3,01%)
10. Nigeria, 13 (2,45%)

## Cultura

### Eventi
- Carnevale di Mezza Quaresima;
- Fiera di San Bernardino: Patrono di Cartoceto – 20 maggio;
- Sagra dei Vincisgrassi: festa nata nel 1963 per celebrare questo gustoso piatto della tradizione marchigiana - giugno;
- Mostra Mercato dell'Olio e dell'Oliva: manifestazione di rilevanza nazionale, nata nel 1977 per promuovere l'unico olio a marchio DOP della regione Marche. Dal 2014 attorno alla manifestazione si sviluppa un più ampio evento di carattere artistico-culturale denominato Cartoceto DOP, il Festival. - novembre.

## Economia
Intorno al capoluogo le produzioni più importanti sono quelle agricole ed in particolare la coltivazione dell'olivo e la produzione d'olio di oliva che risale al XIII secolo. Fa parte dell'associazione nazionale "Città dell'Olio". Importante anche la produzione di formaggio e vino (Bianchello del Metauro).
Cartoceto ha una limitata produzione industriale dedita agli imballaggi della carta; l'attività industriale si concentra nella frazione di Lucrezia.

## Amministrazione
| Periodo         | Periodo        | Primo cittadino  | Partito                              | Carica                  | Note   |
| --------------- | -------------- | ---------------- | ------------------------------------ | ----------------------- | ------ |
| 16 ottobre 1987 | 13 luglio 1990 | Diego Sella      | Partito Comunista Italiano           | Sindaco                 | [ 12 ] |
| 13 luglio 1990  | 24 aprile 1995 | Diego Sella      | Partito Democratico della Sinistra   | Sindaco                 | [ 12 ] |
| 24 aprile 1995  | 14 giugno 1999 | Alfeo Cercolani  | Partito Democratico della Sinistra   | Sindaco                 | [ 12 ] |
| 14 giugno 1999  | 14 giugno 2004 | Ivaldo Verdini   | Lista civica                         | Sindaco                 | [ 12 ] |
| 14 giugno 2004  | 2 gennaio 2009 | Ivaldo Verdini   | Lista civica                         | Sindaco                 | [ 12 ] |
| 2 gennaio 2009  | 8 giugno 2009  | Antonio Angeloni |                                      | Commissario prefettizio | [ 12 ] |
| 8 giugno 2009   | 26 maggio 2014 | Olga Valeri      | Insieme                              | Sindaca                 | [ 12 ] |
| 26 maggio 2014  | 27 maggio 2019 | Enrico Rossi     | Facciamo futuro (Centro-destra)      | Sindaco                 | [ 12 ] |
| 27 maggio 2019  | 10 giugno 2024 | Enrico Rossi     | Facciamo futuro (Centro-destra)      | Sindaco                 | [ 12 ] |
| 10 giugno 2024  | in carica      | Enrico Rossi     | Adesso ancora avanti (Centro-destra) | Sindaco                 | [ 12 ] |

### Gemellaggi
- Hügelsheim

## Sport
La Nuova Real Metauro gioca in Prima Categoria girone A ed ha come colori sociali il giallo e il verde, la sede è situata nella frazione Lucrezia, la squadra rappresenta anche la frazione di Saltara, visto che la Nuova Real Metauro è una fusione tra Lucrezia calcio di Cartoceto e Calcinelli calcio, invece di Saltara.